# Галлина, Лодовико
Лодовико Галлина, иногда Лудовико Галлина (итал. Lоdovico Gallina, Ludovico Gallina; 25 августа 1752, Брешиа, Ломбардия — 4 января 1787, Венеция) — итальянский живописец брешианской школы академического направления.

## Биография
Лодовико был сыном Джакомо Антонио и Оливы Таманьи, родился в очень скромной семье. Он познакомился с живописью в юном возрасте, поступив «по благотворительности» в мастерскую художника Антонио Дузи благодаря посредничеству монахов-филиппинцев из церкви Санта-Мария-делла-Паче. В монастыре Галлина провёл около полутора лет, усваивая стиль брешианской живописи с её классицизирующим формализующим языком, близким к школам Болоньи, Рима и Вероны. Особое влияние на молодого художника оказал ученик той же мастерской Санте Каттанео.
В 1770 году с помощью двух богатых сограждан и неизвестного отца-филиппинца Лодовико Галлина был направлен к Франческо Дзуньо, который отвёз его в Венецианскую академию для завершения обучения.
Уже через несколько месяцев он принял участие в одном из конкурсов, организованных Академией. Он не победил, но его способности были замечены. В следующем году он также потерпел неудачу, но добился победы в 1772 году. Тогда же он был назначен хранителем коллекции Фарсетти, что дало ему возможность пристально изучать произведения живописи. В это же время он прошел период ученичества у Доменико Маджотто. В 1774 году он получил ещё одну премию за «маленькую светотеневую копию» картины Тициана «Иоанн Креститель».
В следующем году Лодовико Галлина получил свой первый важный заказ на алтарную картину со святыми Игнатием Лойолой и Филиппом Нери, поклоняющимися Деве Марии, для приходской церкви Аквафредда в районе Брешии.
Осенью 1776 года он заболел и вернулся в Брешию, где, выздоровев, написал пять портретов. По возвращении в Венецию для него начался период интенсивной и постоянной деятельности, в течение которого Лодовико работал, прежде всего, над алтарными образами, предназначенными для приходских церквей Венеции и Брешии. В этом контексте его творчество всё более развивалось в сторону холодного академизма, условного колорита, а композиция приобретала всё большую театральность.
Художника ценили за «куртуазный стиль» выполняемых им светских портретов. Его модели обычно изображены в официальных костюмах, с предельной точностью передачи деталей, в соответствии с официальной портретной живописью того периода.
В 1784 году Лодовико Галлина вместе с Франческо Гварди поступил в Академию и преподавал там до самой смерти. Он скончался от туберкулеза, не оставив завещания. Его наследником, помимо семьи, стал его ученик Пьетро Тантини, которому досталась большая часть неоконченных произведений.

## Галерея
- Святая Варвара. Эскиз. Бумага, итальянский карандаш
- Святые Варвара, Винченцо Феррер и имперский викарий Луиджи Гонзага. Алтарь церкви Сан-Лио, Венеция
- Мученичество Святого Лаврентия. Алтарь церкви Сан-Лоренцо, Карцаго-Ривьера, Брешиа, Ломбардия
- Распятие
- Портрет дожа Паоло Реньера. 1779. Холст, масло. Музей Коррер, Венеция
- Портрет Джустины доны далле Розы. Холст, масло. Ка-Реццонико, Венеция